# Cristina Felea
Cristina Felea (n. 31 martie 1959) este o prozatoare și traducătoare română de limba engleză. Este fiica poetului Victor Felea. 
A debutat în 1979 cu proză în revista Echinox, revista de cultură a studenților din Universitatea „Babeș-Bolyai”.
A absolvit în 1982 Facultatea de litere din cadrul aceleiași universități.
A tradus din engleză, printre altele, Henry Miller, Primăvara neagră („Black Spring”), 1990, Jack Kerouac, Pe drum („On the road”), 1998; 2003, și Peter Beagle, Un loc plăcut și numai al lor („A fine and private place”), 2004.

## Legătură externă
- https://scholar.google.com/citations?user=HsCuoF0AAAAJ&hl=en